# MEME
meme（メメ、1969年12月4日（55歳） - ）は、関西を中心に活動しているラジオパーソナリティ。
兵庫県神戸市出身。神戸市中央区在住。血液型O型。華僑3世。現在は日本籍。

## 人物
日本語、中国語、英語の3か国語を話すことが可能なトリリンガルである。神戸中華同文学校、兵庫県立御影高等学校、1992年に甲南大学経営学部経営学科を卒業。その後にアパレル商社や中華人民共和国大阪駐在総領事館勤務を経て、1994年に渡米、1995年に帰国。帰国後の1996年4月にFM COCOLOのアジアンポップス専門番組「ASIAN MUSIC SHOP」でデビュー、DJ活動を始める。
2000年に結婚し、二児の母である。

## 出演

### 現在
ラジオ
- M's Groove Friday（FM COCOLO、2025年4月4日 - ）

### 過去
ラジオ
- AFTERNOON DELIGHT（FM COCOLO、2010年4月 - 2021年3月31日）
- M's Groove（FM COCOLO、2021年4月5日 - 2025年3月31日)
- Bayside winds（FM COCOLO、月・火曜担当）
- Saturday Spice Jungle（FM COCOLO） - サニー・フランシスとのダブルDJ
- UP! Global Surf 〜世界衛星台〜（FM COCOLO）
- Joy luck cafe（FM COCOLO）
- ASIAN MUSIC SHOP（FM COCOLO）
- Kiss BIG FRIDAY Part2（Kiss-FM KOBE）
- TREASURE MUSIC DISCOGRAPHY（Kiss-FM KOBE）
- FRIDAY HIT STREETS（Kiss-FM KOBE）
- Kiss 15 CANDLES（Kiss-FM KOBE）

映画
- 新宿インシデント（2009年、イー・トンシン監督）